# Aaron Maher
Aaron Thomas Maher (ur. 9 grudnia 1994) – australijski zapaśnik walczący w stylu wolnym. Dwukrotny medalista mistrzostw Oceanii, złoty w 2016. Srebrny medalista mistrzostw Azji Południowo-Wschodniej w 2025. Mistrz Oceanii juniorów w 2012, 2013 i 2014 roku.